# جون تريمبل
جون تريمبل هو محامي وسياسي أمريكي، ولد في 7 فبراير 1812 في مقاطعة روان في الولايات المتحدة، وتوفي في 23 فبراير 1884 في ناشفيل في الولايات المتحدة. نشط حزبياً في الحزب الجمهوري. وقد انتخب عضو مجلس نواب تينيسي ‏ وانتخب عضو مجلس ولاية تينيسي ‏ وانتخب عضو مجلس النواب الأمريكي ‏.